# Alkaid
Alkaid eller Eta Ursae Majoris (η Ursae Majoris, förkortat Eta Uma, η UMa) som är stjärnans Bayer-beteckning, är en ensam stjärna i den västra delen av stjärnbilden Stora Björnen. Alkaid är en del av Karlavagnen. Den har en skenbar magnitud på +1,86 och är synlig för blotta ögat. Baserat på parallaxmätningar i Hipparcos-uppdraget på 31,4 mas beräknas den befinna sig på ca 104 ljusårs (32 parsek) avstånd från solen. Den tillhör inte den gemensamma stjärngruppen i Stora björnen, Collinder 285, till skillnad från de andra stjärnorna i Karlavagnen. Sedan 1943 har spektret av denna stjärna varit en av de stabila referenspunkterna genom vilka andra stjärnor klassificeras.

## Nomenklatur
Eta Ursae Majoris har de traditionella namnen Alkaid (eller Elkeid) från det arabiska القايد القائد) och Benetnash ( Benetnasch). Alkaid kommer från den arabiska frasen som betyder "ledaren till vagnens döttrar" (ئد بنات نعش  qā'id bināt na'sh), som är de tre stjärnorna i Karlavagnens dragstång, Alkaid, Mizar och Alioth, medan Karlavagnens fyra hjul är Megrez , Phecda , Merak och Dubhe. År 2016 organiserade Internationella astronomiska unionen en arbetsgrupp för stjärnnamn (WGSN) med uppgift att katalogisera och standardisera riktiga namn för stjärnor. WGSN:s första bulletin från juli 2016 innehåller en tabell över de första två satserna av namn som fastställts av WGSN och som anger namnet Alkaid för Eta Ursae Majoris.

## Egenskaper
Eta Ursae Majoris är en blå till vit stjärna i huvudserien av spektralklass B3 V. Den har en massa som är ca 6 gånger solens massa, en radie som är ca 3,4 gånger större än solens och utsänder ca 594  gånger mera energi än solen från dess fotosfär vid en effektiv temperatur på ca 15 500 K. Stjärnan avger röntgenstrålning med en styrka på 9,3 × 1028 erg/s.
Eta Ursae Majoris har listats som en standardstjärna för spektraltyp B3 V. Den har breddade absorptionslinjer på grund av dess snabba rotation, vilket är vanligt för stjärnor av denna typ. Linjerna är emellertid mycket snedvridna och variabla, vilket kan orsakas av strålning från en svag skiva av material som friges genom stjärnans snabba rotation. Stjärnan är en relativt närliggande och ljus stjärna och har granskats noggrant, men inga exoplaneter eller följeslagare har upptäckts.